# Onychodectes tisonensis
L'onicodecte (Onychodectes tisonensis) è un mammifero estinto, appartenente ai teniodonti. Visse nel Paleocene inferiore (circa 65 - 63 milioni di anni fa) e i suoi resti fossili sono stati ritrovati in Nordamerica.

## Descrizione
Questo animale era delle dimensioni di un attuale opossum (Didelphis virginiana), e anche l'aspetto doveva essere vagamente simile. Il corpo era allungato, le zampe forti erano armate di artigli, la coda era lunga e il muso allungato.

### Cranio
Il cranio era lungo circa 11 centimetri, ed era di forma stretta e allungata. Presentava proporzioni e caratteristiche che si riscontrano negli insettivori arcaici, come il muso allungato, le narici in posizione terminale, le grandi ossa premascellari, la cresta sagittale bassa, l'arco zigomatico molto ridotto e sottile, l'orbita priva di apofisi postorbitale. La regione otica richiamava quella del placentato arcaico Deltatherium. Il canale nasale era allungato e posto fra le ossa pterigoidee e palatine. Onychodectes sembrerebbe essere stato sprovvisto di una bolla timpanica ossificata. La mandibola era lunga e bassa, e anch'essa assomigliava a quella degli insettivori. Le caratteristiche della parte posteriore del cranio, tuttavia, sono vicine a quelle dei successivi teniodonti, come la forma stretta e allungata.
La dentatura era probabilmente completa, anche se non è sicuro se vi fossero i primi incisivi. I canini non erano grandi, ma erano ricurvi e pressoché verticali, dal margine tagliente. Non vi era alcun diastema a separare i canini dai premolari. Questi ultimi erano corti, alti e di taglia e complessità crescente verso la parte posteriore delle fauci. I molari inferiori e superiori erano tritubercolati; quelli superiori erano dotati di una parte interna grande, arrotondata e selenodonte, con un protocono e alcuni conuli, mentre la metà esterna era dotata di paracono e metacono quasi marginali, bassi, arrotondati e con un cingolo esterno dotato di stili rudimentali. Nei molari inferiori, il trigonide e il talonide erano di grandezza quasi uguale, ma il paraconide era basso. Le caratteristiche da teniodonte della dentatura erano presenti nella specializzazione degli incisivi, i più grandi dei quali erano il terzo superiore e il secondo inferiore. 

### Scheletro postcranico
Al contrario di molti altri mammiferi paleocenici come gli acreodi e i procreodi, lo scheletro postcranico era grande in rapporto al cranio. Il collo era corto, la coda estremamente lunga e potente, formata da vertebre molto allungate. Le zampe erano di lunghezza moderata e le loro proporzioni reciproche erano simili a quelle riscontrabili in acreodi e procreodi. L'omero e l'ulna erano molto simili a quelle di questi ultimi due gruppi; l'omero, in particolare, era dotato di una forte cresta deltoide e di una notevole cresta supinatrice, così come di un forame entepicondilare. Il radio era particolare: la faccetta per l'articolazione ulnare era meno ampia di quella di acreodi e procreodi, e l'articolazione distale era più sviluppata. Le zampe posteriori erano più robuste, ma non molto più lunghe di quelle anteriori. Il femore era a sezione appiattita, ed era dotato di un terzo trocantere in posizione prossimale, molto sviluppato. La tibia era piuttosto lunga. Mano e piedi erano pentadattili, e mostravano forti affinità con gli insettivori. I metapodi erano piuttosto lunghi, soprattutto quelli dei piedi (che erano lunghi una volta e mezzo quelli della mano). Il primo e quinto metacarpo erano già ridotti, una condizione che si riscontrerà in Psittacotherium, e le falangi erano corte e dotate di piccoli artigli non compressi lateralmente. Anche le falangi erano simili a quelle di Psittacotherium, con la prima falange un po' più lunga della seconda. L'astragalo era dotato di una grande troclea poco profonda e limitata da due creste simmetriche, era privo di forame e situato direttamente sotto la tibia. Era presente una faccetta articolare per il cuboide. Le prime falangi del piede erano più lunghe delle seconde falangi.

## Classificazione
Onychodectes tisonensis venne descritto per la prima volta da Edward Drinker Cope nel 1888, sulla base di resti fossili ben conservati ritrovati in terreni del Paleocene inferiore del Nuovo Messico. Onychodectes è stato considerato a lungo il membro più arcaico e antico dei teniodonti, un gruppo di mammiferi del Cenozoico inferiore che si svilupparono in Nordamerica dando origine a forme notevolmente specializzate nel corso dell'Eocene. Onychodectes è dotato di caratteristiche che richiamano gli arcaici acreodi, procreodi, insettivori e i più antichi mammiferi euteri, oltre che naturalmente i teniodonti successivi. 
Attualmente Onychodectes è considerato uno dei teniodonti più arcaici, anche se è noto almeno un teniodonte più antico (Schowalteria del Cretaceo superiore). L'affine Conoryctes, vissuto pochi milioni di anni dopo, era più robusto e specializzato.

## Paleobiologia
Il cervello di Onychodectes, conosciuto grazie allo studio di un calco endocranico, era generalmente simile a quello di altri euteri arcaici, come il suo stretto parente Ectoganus o il pantodonte Alcidedorbignya, e potrebbe rappresentare la condizione ancestrale per gli euteri. La principale caratteristica distintiva del cervello di Onychodectes era data dai bulbi olfattivi enormemente sviluppati, tra i più grandi noti nei mammiferi euteri (solo Ectoganus era dotato di lobi olfattivi più grandi); ciò suggerisce che Onychodectes era dotato di un senso dell'olfatto molto acuto. Tuttavia, la neocorteccia era piuttosto ridotta, quindi si suppone che questo animale fosse sprovvisto di comportamenti sociali sviluppati come quelli della maggior parte degli euteri moderni. È probabile che Onychodectes fosse un mammifero che si nutriva di tuberi e radici sepolti nel terreno, che estraeva grazie alle zampe anteriori artigliate (Napoli et al., 2018).